# Costaros
Costaros [kɔstaʁo] est une commune française située dans le département de la Haute-Loire, en région Auvergne-Rhône-Alpes.

## Géographie

### Localisation
La commune de Costaros se trouve à 1 070 mètres d'altitude dans le département de la Haute-Loire, en région Auvergne-Rhône-Alpes.
Elle se situe à 22 km par la route du Puy-en-Velay, préfecture du département, et à 15 km de Cussac-sur-Loire, bureau centralisateur du canton du Velay volcanique dont dépend la commune depuis 2015 pour les élections départementales.
Les communes les plus proches sont : 
Cayres (4,8 km), Le Bouchet-Saint-Nicolas (4,8 km), Le Brignon (5,0 km), Goudet (6,0 km), Landos (6,0 km), Arlempdes (6,6 km), Saint-Martin-de-Fugères (6,7 km), Barges (7,4 km).
| Cayres |          | Le Brignon |
|        | Costaros |            |
|        | Landos   |            |

### Climat
Pour des articles plus généraux, voir Climat d'Auvergne-Rhône-Alpes et Climat de la Haute-Loire.
En 2010, le climat de la commune est de type climat océanique altéré, selon une étude du Centre national de la recherche scientifique s'appuyant sur une série de données couvrant la période 1971-2000. En 2020, Météo-France publie une typologie des climats de la France métropolitaine dans laquelle la commune est exposée à un climat de montagne ou de marges de montagne et est dans la région climatique Sud-est du Massif Central, caractérisée par une pluviométrie annuelle de 1 000 à 1 500 mm, minimale en été, maximale en automne.
Pour la période 1971-2000, la température annuelle moyenne est de 7,3 °C, avec une amplitude thermique annuelle de 15,4 °C. Le cumul annuel moyen de précipitations est de 726 mm, avec 9,4 jours de précipitations en janvier et 6,6 jours en juillet. Pour la période 1991-2020, la température moyenne annuelle observée sur la station météorologique de Météo-France la plus proche, « Landos-Charbon », sur la commune de Landos à 6 km à vol d'oiseau, est de 7,4 °C et le cumul annuel moyen de précipitations est de 799,0 mm,. Pour l'avenir, les paramètres climatiques de la commune estimés pour 2050 selon différents scénarios d'émission de gaz à effet de serre sont consultables sur un site dédié publié par Météo-France en novembre 2022.

### Transports et communication

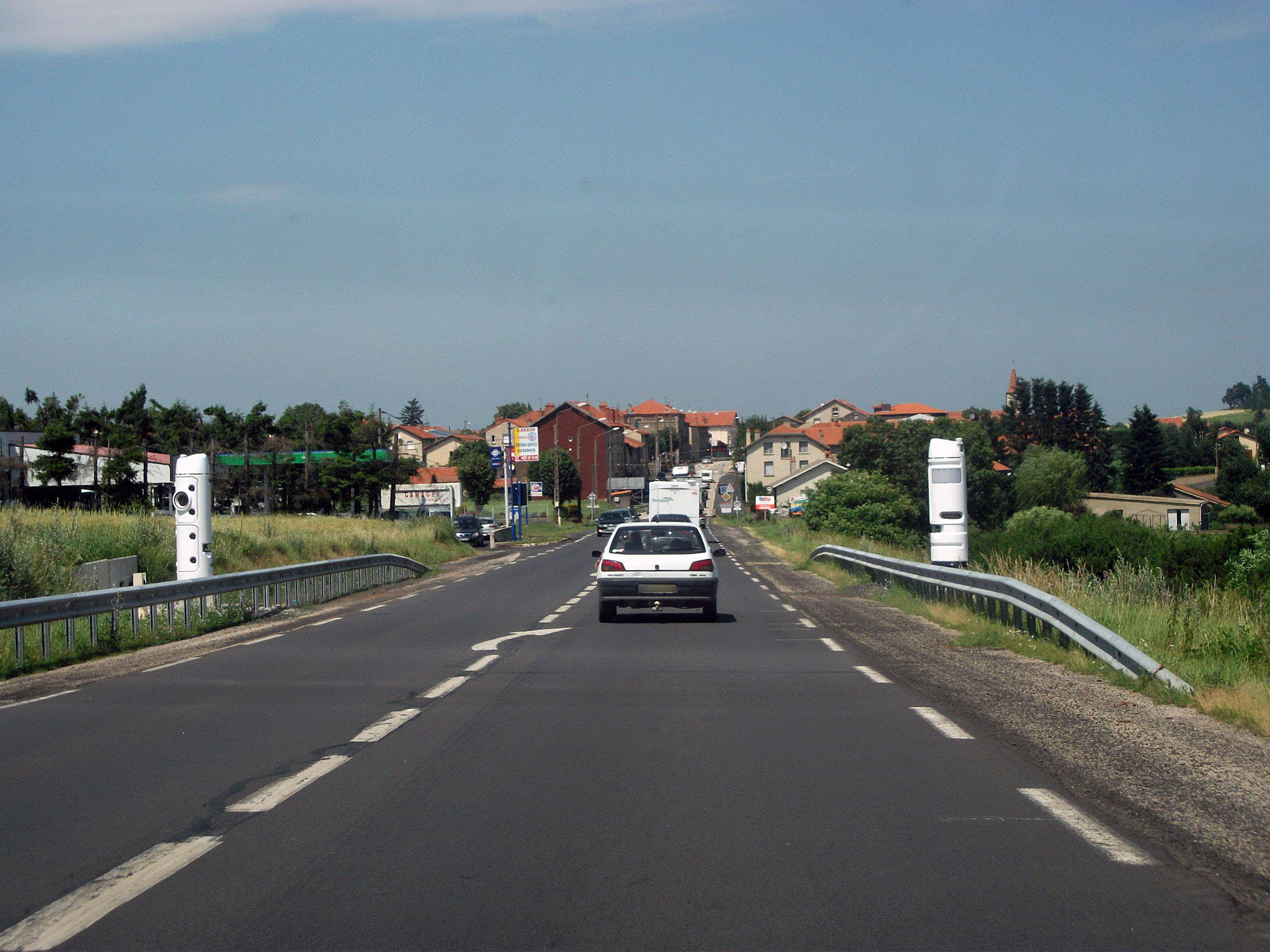
Route nationale 88 en direction du Puy-en-Velay.

Costaros se situe sur la RN 88, à 20 km du Puy-en-Velay et à 30 km de Langogne.

## Urbanisme

### Typologie
Au 1er janvier 2024, Costaros est catégorisée commune rurale à habitat dispersé, selon la nouvelle grille communale de densité à sept niveaux définie par l'Insee en 2022.
Elle est située hors unité urbaine. Par ailleurs la commune fait partie de l'aire d'attraction du Puy-en-Velay, dont elle est une commune de la couronne,. Cette aire, qui regroupe 59 communes, est catégorisée dans les aires de 50 000 à moins de 200 000 habitants,.

### Occupation des sols
L'occupation des sols de la commune, telle qu'elle ressort de la base de données européenne d’occupation biophysique des sols Corine Land Cover (CLC), est marquée par l'importance des territoires agricoles (75,6 % en 2018), en diminution par rapport à 1990 (80,8 %). La répartition détaillée en 2018 est la suivante : 
prairies (36 %), zones agricoles hétérogènes (25,3 %), terres arables (14,2 %), zones urbanisées (12,8 %), forêts (11,6 %). L'évolution de l’occupation des sols de la commune et de ses infrastructures peut être observée sur les différentes représentations cartographiques du territoire : la carte de Cassini (XVIIIe siècle), la carte d'état-major (1820-1866) et les cartes ou photos aériennes de l'IGN pour la période actuelle (1950 à aujourd'hui).

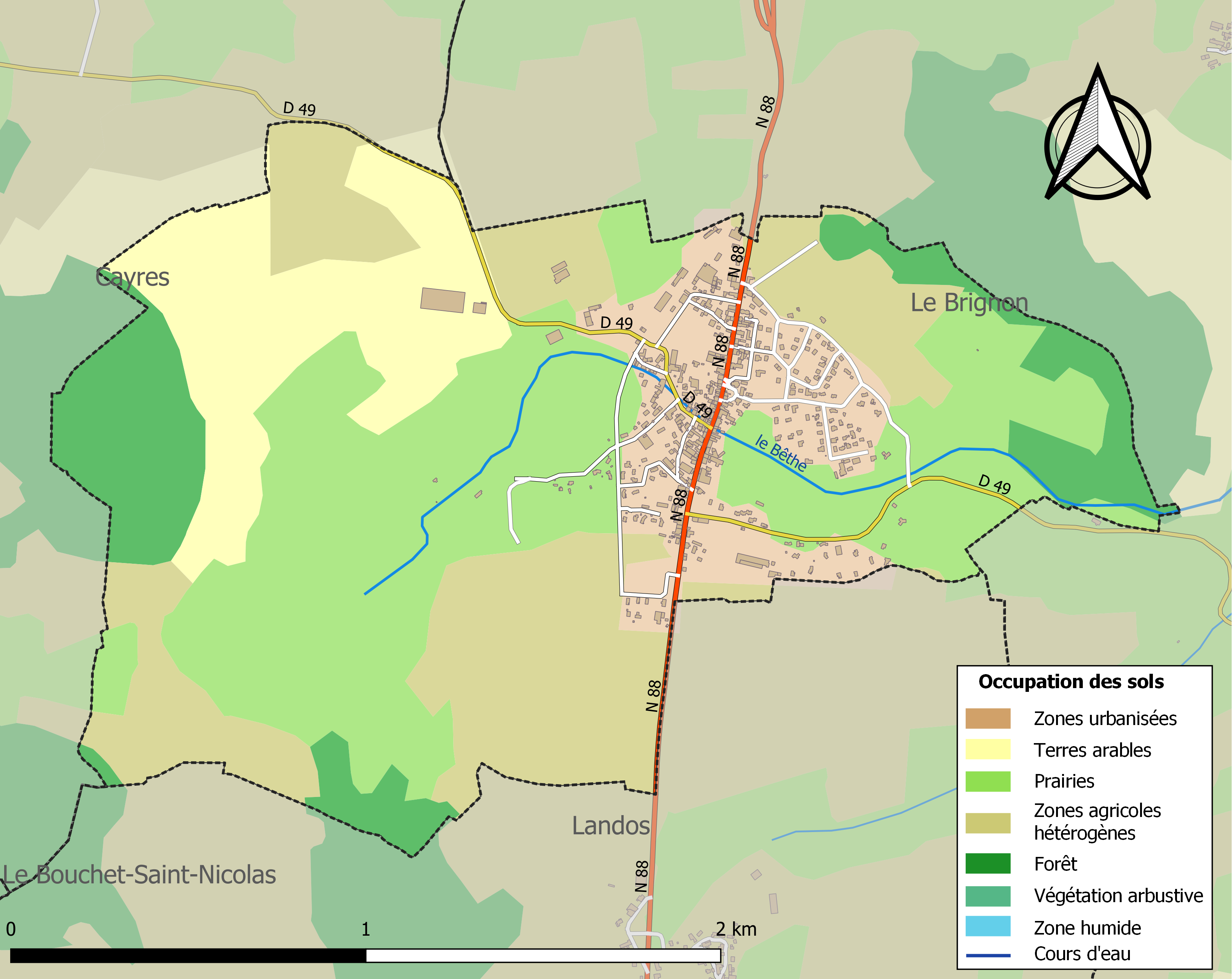
Carte des infrastructures et de l'occupation des sols de la commune en 2018 (CLC).
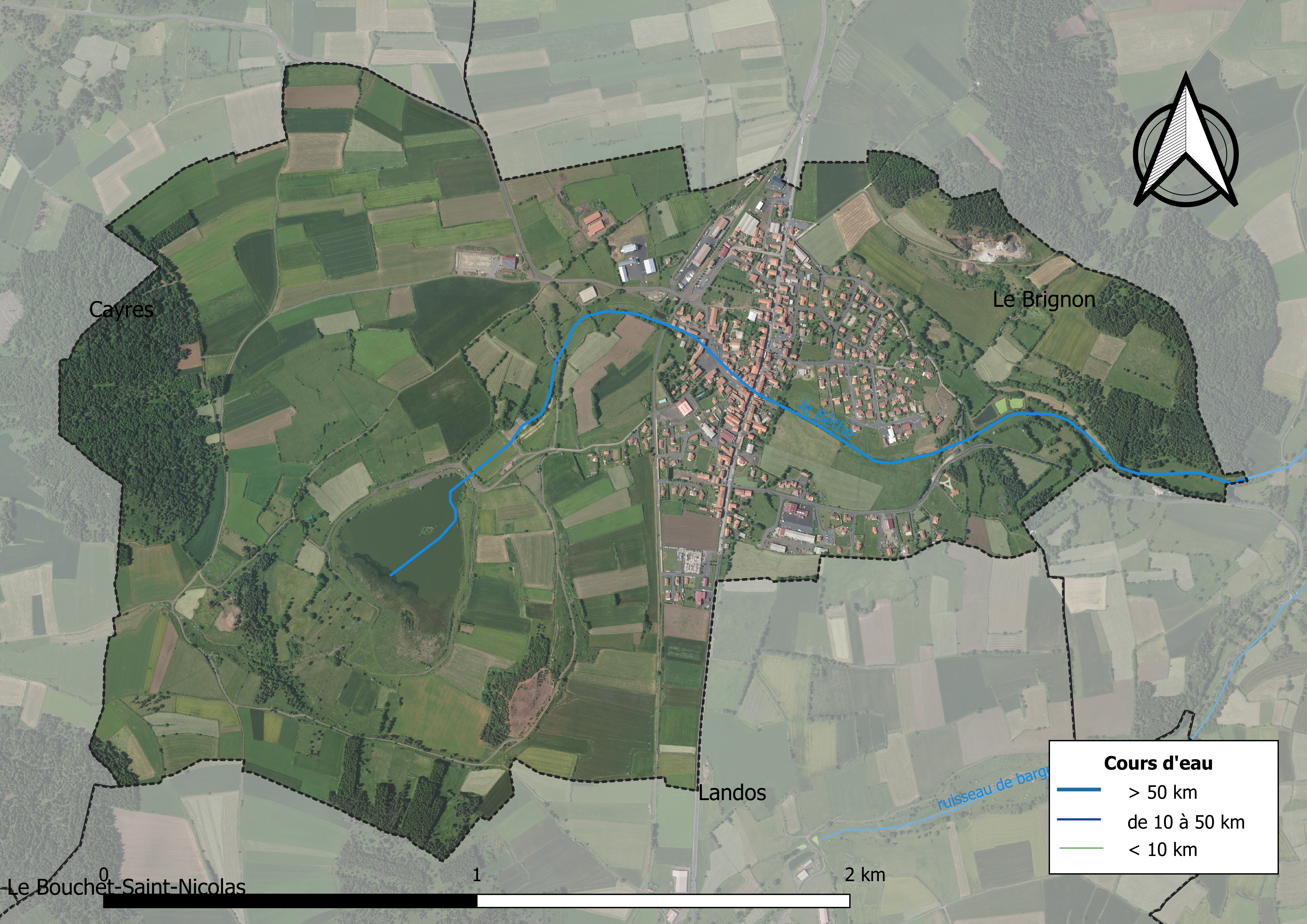
Carte orthophotographique de la commune.

### Habitat et logement
En 2018, le nombre total de logements dans la commune était de 357, alors qu'il était de 346 en 2013 et de 338 en 2008.
Parmi ces logements, 72,9 % étaient des résidences principales, 9,6 % des résidences secondaires et 17,5 % des logements vacants. Ces logements étaient pour 76,7 % d'entre eux des maisons individuelles et pour 23,3 % des appartements.
Le tableau ci-dessous présente la typologie des logements à Costaros en 2018 en comparaison avec celle de la Haute-Loire et de la France entière. Une caractéristique marquante du parc de logements est ainsi une proportion de résidences secondaires et logements occasionnels (9,6 %) inférieure à celle du département (16,1 %) mais supérieure à celle de la France entière (9,7 %). Concernant le statut d'occupation de ces logements, 66,4 % des habitants de la commune sont propriétaires de leur logement (65,1 % en 2013), contre 70 % pour la Haute-Loire et 57,5 pour la France entière.
| Typologie                                               | Costaros | Haute-Loire | France entière |
| ------------------------------------------------------- | -------- | ----------- | -------------- |
| Résidences principales (en %)                           | 72,9     | 71,5        | 82,1           |
| Résidences secondaires et logements occasionnels (en %) | 9,6      | 16,1        | 9,7            |
| Logements vacants (en %)                                | 17,5     | 12,4        | 8,2            |

## Toponymie
Anciennes mentions : Costas Royas (1327), Villa Costarum Rubearum (1352), Costas Roas (1408), Coustaros (1571).

## Histoire
Costaros est devenue commune le 20 juin 1937, comprenant une partie de l'ancienne commune de Chacornac dissoute le 26 juin 1821 dans Cayres.

## Politique et administration

### Découpage territorial
La commune de Costaros est membre de la communauté de communes des Pays de Cayres et de Pradelles, un établissement public de coopération intercommunale (EPCI) à fiscalité propre créé le 31 décembre 2000 dont le siège est à Costaros. Ce dernier est par ailleurs membre d'autres groupements intercommunaux.
Sur le plan administratif, elle est rattachée à l'arrondissement du Puy-en-Velay, au département de la Haute-Loire, en tant que circonscription administrative de l'État, et à la région Auvergne-Rhône-Alpes.
Sur le plan électoral, elle dépend du canton du Velay volcanique pour l'élection des conseillers départementaux, depuis le redécoupage cantonal de 2014 entré en vigueur en 2015, et de la deuxième circonscription de la Haute-Loire   pour les élections législatives, depuis le redécoupage électoral de 1986.

### Liste des maires
| Période                                  | Période  | Identité      | Étiquette | Qualité                    |
| ---------------------------------------- | -------- | ------------- | --------- | -------------------------- |
| Les données manquantes sont à compléter. |          |               |           |                            |
| mars 2001                                | En cours | Pierre Gibert | PS        | Retraité de l'enseignement |

## Population et société

### Démographie

#### Évolution démographique
L'évolution du nombre d'habitants est connue à travers les recensements de la population effectués dans la commune depuis 1946. Pour les communes de moins de 10 000 habitants, une enquête de recensement portant sur toute la population est réalisée tous les cinq ans, les populations de référence des années intermédiaires étant quant à elles estimées par interpolation ou extrapolation. Pour la commune, le premier recensement exhaustif entrant dans le cadre du nouveau dispositif a été réalisé en 2006.

En 2022, la commune comptait 552 habitants, en évolution de +1,28 % par rapport à 2016 (Haute-Loire : +0,36 %, France hors Mayotte : +2,11 %).
| 1946 | 1954 | 1962 | 1968 | 1975 | 1982 | 1990 | 1999 | 2006 |
| ---- | ---- | ---- | ---- | ---- | ---- | ---- | ---- | ---- |
| 506  | 491  | 516  | 520  | 507  | 498  | 485  | 549  | 584  |

| 2011 | 2016 | 2021 | 2022 | - | - | - | - | - |
| ---- | ---- | ---- | ---- | - | - | - | - | - |
| 629  | 545  | 547  | 552  | - | - | - | - | - |

#### Pyramide des âges
La population de la commune est relativement âgée.
En 2018, le taux de personnes d'un âge inférieur à 30 ans s'élève à 29,4 %, soit en dessous de la moyenne départementale (31 %). À l'inverse, le taux de personnes d'âge supérieur à 60 ans est de 32,3 % la même année, alors qu'il est de 31,1 % au niveau départemental.
En 2018, la commune comptait 262 hommes pour 275 femmes, soit un taux de 51,21 % de femmes, légèrement supérieur au taux départemental (50,87 %).
Les pyramides des âges de la commune et du département s'établissent comme suit.
| Hommes | Classe d’âge | Femmes |
| ------ | ------------ | ------ |
| 0,4    | 90 ou +      | 2,3    |
| 10,6   | 75-89 ans    | 16,0   |
| 15,7   | 60-74 ans    | 19,5   |
| 25,5   | 45-59 ans    | 22,4   |
| 15,7   | 30-44 ans    | 12,9   |
| 16,7   | 15-29 ans    | 12,8   |
| 15,5   | 0-14 ans     | 14,0   |

| Hommes | Classe d’âge | Femmes |
| ------ | ------------ | ------ |
| 0,9    | 90 ou +      | 2,5    |
| 8,4    | 75-89 ans    | 11,7   |
| 20,4   | 60-74 ans    | 20,5   |
| 21,3   | 45-59 ans    | 20,3   |
| 16,8   | 30-44 ans    | 16,3   |
| 15,2   | 15-29 ans    | 13,2   |
| 17     | 0-14 ans     | 15,6   |

## Économie

### Revenus
En 2018, la commune compte 243 ménages fiscaux, regroupant 531 personnes. La médiane du revenu disponible par unité de consommation est de 19 250 € (20 800 € dans le département).

### Emploi
| Division       | 2008  | 2013   | 2018  |
| -------------- | ----- | ------ | ----- |
| Commune        | 5,7 % | 11,9 % | 10 %  |
| Département    | 6,3 % | 7,7 %  | 7,7 % |
| France entière | 8,3 % | 10 %   | 10 %  |

En 2018, la population âgée de 15 à 64 ans s'élève à 315 personnes, parmi lesquelles on compte 81,8 % d'actifs (71,8 % ayant un emploi et 10 % de chômeurs) et 18,2 % d'inactifs,. En  2018, le taux de chômage communal (au sens du recensement) des 15-64 ans est supérieur à celui du département et de la France, alors qu'en 2008 la situation était inverse.
La commune fait partie de la couronne de l'aire d'attraction du Puy-en-Velay, du fait qu'au moins 15 % des actifs travaillent dans le pôle,. Elle compte 229 emplois en 2018, contre 221 en 2013 et 218 en 2008. Le nombre d'actifs ayant un emploi résidant dans la commune est de 226, soit un indicateur de concentration d'emploi de 101,3 % et un taux d'activité parmi les 15 ans ou plus de 56,3 %.
Sur ces 226 actifs de 15 ans ou plus ayant un emploi, 78 travaillent dans la commune, soit 35 % des habitants. Pour se rendre au travail, 76,1 % des habitants utilisent un véhicule personnel ou de fonction à quatre roues, 11,1 % s'y rendent en deux-roues, à vélo ou à pied et 12,8 % n'ont pas besoin de transport (travail au domicile).

## Culture locale et patrimoine

### Lieux et monuments
- Église Saint-Joseph : construite en 1858, elle présente un plan en croix latine avec des chapelles latérales et un Christ en cuivre sculpté par L. Gire.
- Étang du Péchay : retenue d'eau artificielle aménagée dans un maar (ancien cœur de volcan).
- Marché le lundi matin (marché aux bestiaux et marché d'approvisionnement), important en saison estivale.
- Premier monument aux morts pacifiste de la Haute-Loire. Sculpture d'Antoine Fargette (2011)[23].

Vue panoramique de l'étang du Péchay, en avril 2018.